# Pahanan Agta jezik
Pahanan Agta jezik (ISO 639: apf), novopriznati jezik nastao podjelom jezika Paranan [agp] čiji je sada novi identifikator [prf].
Pahanan agta govori se na Filipinima od jedne skupine Negrita. Pripada sjevernoluzonskim jezicima, austronezijska porodica